# 鳥取県道54号豊房御来屋線
鳥取県道54号豊房御来屋線（とっとりけんどう54ごう とよふさみくりやせん）は、鳥取県西伯郡大山町を通る県道（主要地方道）である。

## 概要

### 路線データ
- 起点：鳥取県西伯郡大山町豊房（鳥取県道30号赤碕大山線交点）
- 終点：鳥取県西伯郡大山町東坪（国道9号交点）

## 路線状況

### 重複区間
- 鳥取県道277号豊房名和線（西伯郡大山町豊房 - 西伯郡大山町加茂）

## 地理

### 通過する自治体
- 鳥取県西伯郡大山町

### 交差する道路
| 交差する道路                                                | 交差する場所 | 交差する場所 |
| ----------------------------------------------------------- | ------------ | ------------ |
| 鳥取県道30号赤碕大山線 鳥取県道277号豊房名和線 重複区間起点 | 豊房         | 起点         |
| 鳥取県道277号豊房名和線 重複区間終点                        | 加茂         |              |
| 鳥取県道329号淀江琴浦線 大山広域農道 重複                   | 小竹         |              |
| 国道9号 / 中山名和道路                                      | 小竹         | [ 注釈 1 ]   |
| 国道9号                                                     | 東坪         | 終点         |

### 沿線にある施設など
- 大山